# Moeder en kind (Han Wezelaar)
Moeder en kind, ook wel De zorg, is een artistiek kunstwerk in Amsterdam-Zuid.
Het is een uit Frans kalksteen uitgehakt beeld van Han Wezelaar dat tussen september en december 1939 werd geplaatst aan de Euterpestraat, op 18 mei 1945 hernoemd in de Gerrit van der Veenstraat. De opdracht kwam van de gemeente Amsterdam voor plaatsing bij een Gemeentelijke HBS voor meisjes. Het beeld staat op het voorterrein van het Gerrit van der Veen College. Het gladde oppervlak maakt deel uit van een beeld in neoclassicistische stijl; de weergave is een kind op de armen van haar/zijn moeder.
Het beeld staat midden voor de gevel en lijkt een eenheid te vormen met De denker van Paul Koning, maar dat beeld dateert uit 1947.
Wezelaar maakte later een variant op dit beeld; hij liet toen het kind rusten op de borst van de moeder.